# Francesco Recalde
Francesco Recalde (Trujillo, 12 de enero de 1991) es un futbolista peruano. Juega de delantero y su equipo actual es Comerciantes Unidos de la Liga 2 de Perú. Tiene 34 años.

## Trayectoria
Empezó a mostrar sus condiciones en el colegio San Juan, con el cual ganó los Juegos Nacionales Escolares en 2004 en la categoría Sub-14. Pero su carrera a nivel competitivo empezó en 2006, cuando defendió los colores del Sport Arica de Trujillo. Con el elenco ariqueño consiguió ascender en 2007 a la máxima categoría de la Liga Distrital de Trujillo. Sus buenas actuaciones llevaron a que César Vallejo lo reclutara en sus filas para la temporada 2008.
Debutó en la Universidad César Vallejo en el 2009 logrando la clasificación a la Copa Sudamericana 2010 compartiendo la delantera con el argentino Roberto Demus, al año siguiente campeonó en el Torneo de Promoción y Reserva de 2010. Fue uno de los goleadores absolutos al anotar 14 goles en el torneo, al igual que el aliancista Diago Portugal.

## Clubes
| Club                      | País | Año         |
| ------------------------- | ---- | ----------- |
| Sport Arica               | Perú | 2006 - 2007 |
| Universidad César Vallejo | Perú | 2008 - 2013 |
| Inti Gas                  | Perú | 2014 - 2015 |
| Carlos A. Mannucci        | Perú | 2016 - 2017 |
| Racing de Huamachuco      | Perú | 2018        |
| Deportivo El Inca         | Perú | 2019        |
| Deportivo Llacuabamba     | Perú | 2019        |
| Deportivo Llacuabamba     | Perú | 2021        |
| Comerciantes Unidos       | Perú | 2022        |
| Diamante la Esperanza     | Perú | 2023        |
| Club Deportivo El Inca    | Perú | 2023 -      |

## Palmarés

### Campeonatos nacionales
| Título                        | Club                      | País | Año  |
| ----------------------------- | ------------------------- | ---- | ---- |
| Torneo de Promoción y Reserva | Universidad César Vallejo | Perú | 2010 |

### Distinciones individuales
| Distinción                                 | Año  |
| ------------------------------------------ | ---- |
| Goleador del Torneo de Promoción y Reserva | 2010 |
| Goleador del Torneo de Promoción y Reserva | 2013 |